# Gilde Parkbühne Hannover

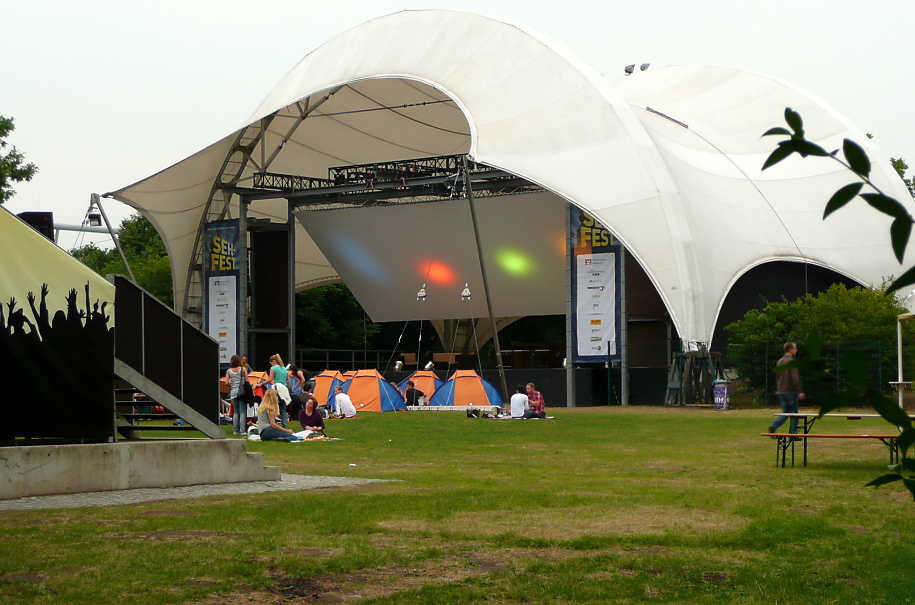
Bühne

Die Gilde Parkbühne Hannover ist eine Open-Air-Veranstaltungsstätte in Hannover. Sie befindet sich im Sportpark Hannover im Stadtteil Calenberger Neustadt, deren städtisch bebauter Teil jedoch einige Kilometer entfernt liegt. Direkt benachbarte Wohngebiete der Parkbühne sind Ricklingen und Linden-Süd.

## Beschreibung

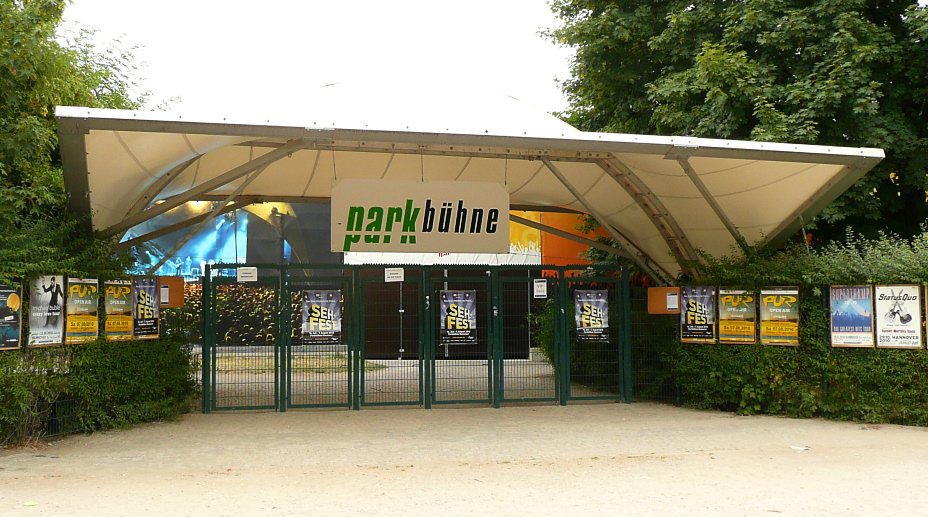
Eingang

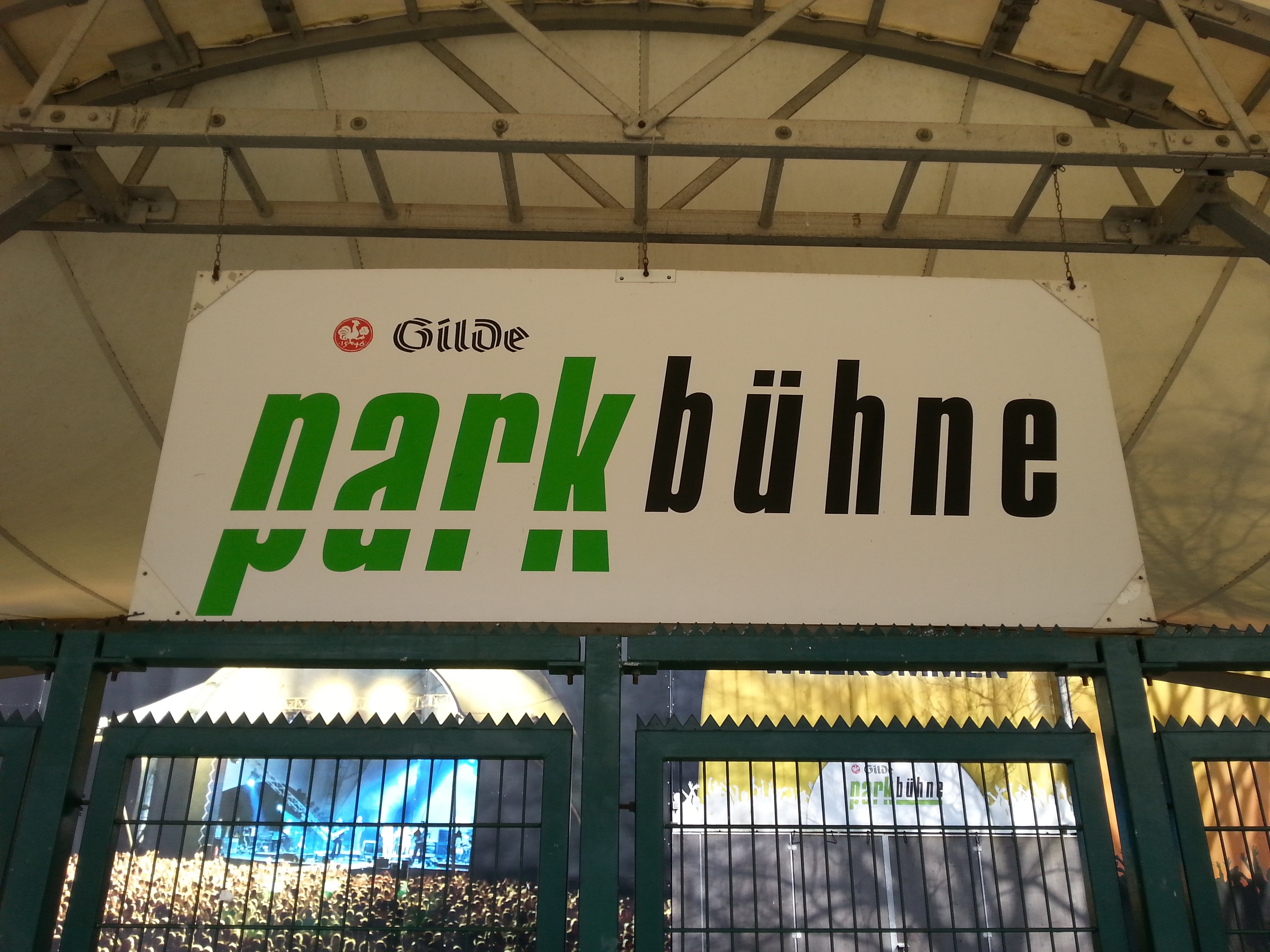
Das geänderte Eingangsschild der wieder in Gilde Parkbühne umbenannten Einrichtung

Die Parkbühne liegt direkt neben der Swiss Life Hall und kann daher bei Bedarf die Infrastruktur dieser großen Veranstaltungshalle mitnutzen. Die Parkbühne wurde 2002 als „Gilde Parkbühne“ eröffnet. Zwischen 2010 und 2012 hieß sie nur „Parkbühne Hannover“, bis sie den Namen des Hauptsponsors wieder zurückerhielt. Dieser ist die in Hannover ansässige Gilde Brauerei. Betreiber der Parkbühne ist die „music & sports hall GmbH & Co. KG“, ein Tochterunternehmen von Hannover Concerts.
Die Veranstaltungsstätte hat eine mit weißem Stoff überdachte Bühne auf einem rund 3500 m² großen Wiesengelände für etwa 4000–4500 Stehplatzbesucher und eine Tribüne mit etwa 700 Sitzplätzen.
Für größere Open-Air-Veranstaltungen innerhalb des Sportparks in einer Größenordnung von ca. 10.000 bis 13.000 Zuschauern wurden ab 2013 eine mobile Bühne und mobile Tribünen auf der der Parkbühne direkt benachbarten Mehrkampfanlage errichtet. Bei derartigen Veranstaltungen wurde die Mehrkampfanlage in „Sportpark Hannover“ umbenannt.

## Konzept
Konzipiert wurde die Parkbühne, um Künstler im Sommer für Open-Air-Veranstaltungen in einer Größenordnung bis zu 5000 Zuschauern nach Hannover zu bringen, die bisher nicht für Freiluftveranstaltungen in die Stadt gekommen waren. Dies ist auch gelungen, seit 2002 wird die Parkbühne von zahlreichen Künstlern genutzt und gilt als eine der bedeutendsten Open-Air-Veranstaltungsstätten Norddeutschlands.
Neben den Auftritten prominenter Künstler ist die Parkbühne seit 2006 zentrale Public-Viewing-Stätte für Fußballwelt- und -europameisterschaften in Hannover. Außerdem beherbergt sie das alljährliche Freiluft-Kinofestival „Seh-Fest“.